# John Harnad
John Harnad (né János Hernád, en 1946 à Budapest) est un physicien mathématicien canadien d'origine hongroise. Il fait ses études de premier cycle à l'Université McGill et ses études supérieures à l'Université d'Oxford (D.Phil., 1972). Il est professeur titulaire au Département de mathématiques et de statistique de l'Université Concordia, à Montréal, et l'actuel directeur du Laboratoire de physique mathématique au Centre de recherches mathématiques (CRM).
John Harnad est un spécialiste des systèmes intégrables, de la théorie de jauge et des matrices aléatoires. Ses nombreux travaux de recherche lui valent le prix CAP-CRM de physique théorique et mathématique en 2006.